# Dinosauri tra noi
Dinosauri tra noi (Land of the Lost) è una serie televisiva statunitense dedicata ai bambini e trasmessa dalla ABC nel 1991. Si tratta di un rifacimento della serie La valle dei dinosauri, che andò in onda dal 1974 al 1976. In Italia venne trasmessa all'interno di Solletico, un programma televisivo per ragazzi andato in onda su Rai 1 dal 1994 al 2000.

## Trama
Al centro delle vicende narrate troviamo la famiglia Porter, composta dal padre Tom, dall'adolescente Kevin e sua sorella minore Annie, intrappolata in un universo parallelo dopo che la loro Jeep precipita in un varco spazio temporale, durante un'escursione. Una volta arrivati dall'altra parte incontrano un altro essere umano, una ragazza di nome Christa che vive nella giungla, giunta dalla San Francisco degli anni sessanta. Christa è rimasta intrappolata in questo mondo quando era molto piccola e per tutto questo tempo ha dovuto imparare a cavarsela da sola.
Vista la poca sicurezza fornita contro i dinosauri dalle loro tende, la famiglia Porter decide di costruire e successivamente spostarsi in una casa su un albero. Dopo il loro primo incontro con lo Sfregiato, un tirannosauro con una vistosa cicatrice su un occhio, escogitano un sistema di allarme composto da una serie di lattine vuote, legate insieme e posizionate lungo il perimetro della casa.
Oltre a svariate specie di dinosauri, sono presenti anche forme di vita intelligenti native del posto come i Pakuni, esseri simili a scimpanzé e gli Sleestak, esseri dalle sembianze di lucertola. I Porter fanno amicizia con un Pakuni di nome Stink e un cucciolo di dinosauro di nome Tasha, mentre hanno come nemici tre criminali Sleestak chiamati Shung, Keeg e Nim, oltre allo Sfregiato.
Durante le due stagioni, svariati personaggi si troveranno catapultati in questo mondo tramite dei portali del tutto simili a quello utilizzato inavvertitamente dalla famiglia. Alcuni di questi sono Sir Balen, uno scudiero proveniente dall'Inghilterra e la maga Keela.

## Personaggi e interpreti

### Principali
- Thomas "Tom" Porter, interpretato da Timothy Bottoms e doppiato da Saverio Mariones. È il protagonista della storia. Padre di Kevin e Annie, dopo la morte di sua moglie Natasha in un incidente stradale, si rifugia per anni nel suo lavoro di architetto. Prima dell'incidente, Tom portava la sua famiglia in campeggio quasi tutti i fine settimana e continua a farlo anche dopo finché, in una di queste occasioni, vengono accidentalmente catapultati nel mondo dei dinosauri. A causa di ciò, vive con un costante senso di colpa e sfrutta ogni occasione che gli si pari davanti per riportare la sua famiglia sana e salva a San Francisco.
- Kevin Porter, interpretato da Robert Gavin e doppiato da Stefano Crescentini. È il figlio di Tom e ha sedici anni. Tra i membri della famiglia Porter è quello che ha reagito meglio alla situazione nella quale si trovano. Gli piace l'idea di trovarsi in questo mondo popolato dai dinosauri e non sembra prendere la situazione con la dovuta cautela. Pensa di essere grande ormai e spesso disubbidisce al padre cacciandosi nei guai. Oltre all'attrezzatura da campeggio, Kevin porta con sé anche un televisore portatile e una videocamera, il suo obiettivo è quello di diventare un regista di fama mondiale e spera che le riprese realizzate in questo mondo lo aiutino nell'impresa, una volta tornati a San Francisco. Non sopporta di dover badare a sua sorella minore Annie, la considera una nerd e spesso litiga con lei, anche se in fondo è un fratello premuroso. Ha una cotta per Christa e fa di tutto per farsi notare da lei.
- Anamarie "Annie" Porter, interpretata da Jennifer Drugan e doppiata da Alida Milana. È la figlia di Tom e ha undici anni. Brillante e acuta per la sua età, è infastidita dal fatto di essere sempre trattata come una bambina, soprattutto dal fratello Kevin. Nonostante l'ambiente ostile in cui si è ritrova, dimostra in più di un'occasione di essere capace di prendersi cura di se stessa. Annie è vegetariana e una delle sue responsabilità è curare il giardino alla base della casa sull'albero. La maga Keela la prende con sé come apprendista e quando si assenta per lunghi periodi, le affida il suo libro degli incantesimi. È estremamente protettiva nei confronti del dinosauro Tasha, che non considera un animale domestico ma un membro della famiglia a tutti gli effetti.

### Ricorrenti
- Christa, interpretata da Shannon Day. Così come i Porter, anche Christa viene da San Francisco e con il padre e la madre è rimasta intrappolata in questo mondo in tenera età. A differenza dei primi però la sua famiglia costruisce una zattera per cercare di navigare dall'altra parte dell'oceano, sperando di trovare segni di civiltà. Durante la traversata una tempesta la trascina fuori bordo, separandola dagli altri. Riesce a salvarsi su un tronco galleggiante e solo dopo diversi giorni alla deriva, riesce a raggiungere una spiaggia. La bambina cresce da sola e quando i Porter la incontrano è ormai adulta e non ricorda quasi nulla della sua vita precedente. È una ragazza indipendente e si sente a casa sua nella giungla, ne conosce i numerosi pericoli e usa queste informazioni per aiutare i Porter ogni volta che può. Solitamente si sposta da un luogo all'altro a piedi ma in alcune occasioni preferisce muoversi cavalcando Principessa, una triceratopa addomesticata. Annie la considera come una sorella maggiore.
- Tasha, interpretata da Ed Gale, doppiata da Danny Mann. È uno dei dinosauri principali della serie. Si tratta di un cucciolo di Parasaurolophus rimasto orfano in seguito alla morte della madre per mano dello Sfregiato. Annie ne salva l'uovo e nonostante sia Kevin la prima persona che vede dopo la schiusa, è la giovane Porter a essere considerata come una madre. Inoltre, è sempre lei a darle il nome Tasha, abbreviazione di Natasha, in ricordo della madre morta tempo prima. Il suo destino, nel caso la famiglia riuscisse a tornare a San Francisco, è un frequente argomento di dibattito. Tasha è molto intelligente per essere un dinosauro e a volte mostra un comportamento quasi umano.
- Stink, interpretato da Bobby Porter. È un Pakuni i cui genitori muoiono come schiavi quando è piccolo, nella miniera di cristalli posseduta da Shung. Qualche tempo dopo incontra Christa, una bambina umana tutta sola e con il passare del tempo diventano grandi amici, aiutandosi l'un l'altra a sopravvivere nella foresta. Nonostante abbia le fattezze di una scimmia, Stink è molto intelligente, ha una vasta conoscenza delle forme di vita del posto e impara facilmente la lingua degli umani.
- Shung, interpretato da Tom Allard. È il capo di un gruppo di criminali esiliati composto da altri due Sleestak, Nim e Keeg, con i quali compie le più svariate bassezze. In diverse occasioni è entrato in conflitto con la famiglia Porter a causa della sua arroganza e del suo menefreghismo nei confronti di chiunque, anche dei suoi due soci. Possiede una spada di cristallo che gli conferisce i poteri della telepatia, della telecinesi e del controllo mentale.
- Lo Sfregiato. È un tirannosauro che vive nella zona nella quale si sono stabiliti i Porter. Ha una cicatrice sull'occhio destro, dal quale non riesce più a vedere e rappresenta una minaccia non solo per la famiglia ma per tutte le creature del luogo. La sua indole è aggressiva e in più di un'occasione prova ad abbattere la casa sull'albero.

## Episodi
La serie si compone di 26 episodi divisi in due stagioni da 13 l'una.

### Prima stagione
| n° | Titolo originale      | Titolo italiano          | Prima TV USA      |
| -- | --------------------- | ------------------------ | ----------------- |
| 1  | Tasha                 | Tasha                    | 7 settembre 1991  |
| 2  | Something's Watching  | Sguardi indiscreti       | 14 settembre 1991 |
| 3  | Shung the Terrible    | Shung il terribile       | 21 settembre 1991 |
| 4  | Jungle Girl           | La ragazza della giungla | 28 settembre 1991 |
| 5  | The Crystal           | La spada di cristallo    | 5 ottobre 1991    |
| 6  | Wild Thing            | Problemi di convivenza   | 12 ottobre 1991   |
| 7  | Day for Knight        | Il cavaliere solitario   | 19 ottobre 1991   |
| 8  | Kevin vs. the Volcano | Kevin contro il vulcano  | 26 ottobre 1991   |
| 9  | Mind Games            | n/d                      | 2 novembre 1991   |
| 10 | Flight to Freedom     | Corsa verso la libertà   | 9 novembre 1991   |
| 11 | Heat Wave             | La grande siccità        | 16 novembre 1991  |
| 12 | The Thief             | Il ladro                 | 23 novembre 1991  |
| 13 | Power Play            | Cristalli                | 7 dicembre 1991   |

### Seconda stagione
| n° | Titolo originale       | Titolo italiano | Prima TV USA      |
| -- | ---------------------- | --------------- | ----------------- |
| 1  | The Sorceress          | n/d             | 12 settembre 1992 |
| 2  | Dreammaker             | n/d             | 19 settembre 1992 |
| 3  | Opah                   | n/d             | 26 settembre 1992 |
| 4  | The Gladiators         | n/d             | 3 ottobre 1992    |
| 5  | Life's A Beach         | n/d             | 10 ottobre 1992   |
| 6  | Future Boy             | n/d             | 17 ottobre 1992   |
| 7  | Siren's Song           | n/d             | 24 ottobre 1992   |
| 8  | In Dinos We Trust      | n/d             | 31 ottobre 1992   |
| 9  | Annie in Charge        | n/d             | 7 novembre 1992   |
| 10 | Make My Day            | n/d             | 14 novembre 1992  |
| 11 | Cheers                 | n/d             | 21 novembre 1992  |
| 12 | Sorceress's Apprentice | n/d             | 28 novembre 1992  |
| 13 | Misery Loves Company   | n/d             | 5 dicembre 1992   |

Il sito Pop Apostle ha analizzato la serie, rivelando delle possibili incongruenze tra l'ordine di trasmissione e l'ordine cronologico di alcuni episodi di entrambe le stagioni. Nella prima, gli episodi 3 e 4, ovvero Shung il terribile e La ragazza della giungla, presentano degli eventi che li vedrebbero più correttamente posizionati nell'ordine 4 e 3. Infatti in Shung il terribile, risulta che Christa abbia già detto ai Porter che non sa come abbandonare il mondo dei dinosauri, cosa accaduta proprio nell'episodio La ragazza della giungla nel quale la giovane viene introdotta nella serie.
Seguendo una logica simile anche gli episodi 1 e 3 della seconda, ovvero The Sorceress e Opah, vedrebbero una migliore collocazione con la numerazione rispettiva di 2 e 1, il che sposterebbe l'episodio Dreammaker dalla posizione 2 alla 3. Ciò è dovuto agli eventi dell'episodio intitolato Cristalli, che chiude la prima stagione, nel quale la famiglia si ritrova ad aver esaurito le batterie delle proprie torce e ad avere necessità di trovare alcuni cristalli per sostituirle, cosa che alla fine riesce. Secondo Pop Apostle, è logico pensare che il momento in cui la famiglia resta a corto di benzina e parte alla ricerca di un carburante alternativo, prenda luogo in un lasso di tempo vicino al momento in cui si esauriscono le batterie.
In fine, il sito ipotizza che gli accadimenti della serie si verifichino simultaneamente agli eventi del mondo reale. Questo perché nell'episodio della seconda stagione Dreammaker, viene esplicitamente citata dai Porter la data del giorno, che risulta essere il 19 settembre 1992, lo stesso in cui è stato effettivamente mandato in onda per la prima volta.

## Produzione
In seguito al successo dell'originale La valle dei dinosauri del 1974, Sid e Marty Krofft decisero di realizzarne una nuova versione. Il rifacimento utilizzava nuovi effetti speciali e aveva una componente di sopravvivenza meno marcata rispetto all'originale. Gli sceneggiatori Len Janson e Chuck Menville avevano già realizzato dei copioni per varie serie della Filmation, mentre il produttore Jerry Golod aveva precedentemente collaborato con George A. Romero alla serie Un salto nel buio.

## Distribuzione

### Televisione
La serie è andata in onda per la prima volta negli Stati Uniti il 7 settembre 1991 sulla ABC, in seguito è stata ritrasmessa su Nickelodeon nel 1995. In Italia le trasmissioni si sono concentrate all'interno di Solletico, un programma televisivo per ragazzi trasmesso su RAI 1 a partire dalla seconda metà degli anni novanta. Il doppiaggio è stato eseguito dalla stessa rete televisiva ed è a cura di Emanuela Bompiani ed Elio Sabella, i dialoghisti sono Paolo D'Aversa, Martina D'Aversa e Guglielmo Paternostro, la direzione è di Piero Tiberi.

### VHS
Negli Stati Uniti la prima stagione della serie è stata distribuita in formato VHS dalla Worldvision Home Video, ogni cassetta contiene due episodi. Lo stesso formato è stato mantenuto per la commercializzazione nel Regno Unito a opera della Screen Entertainment e per il mercato italiano da parte della Fonitcetra Video. Nello specifico in Italia ne sono state messe in commercio sei da due episodi l'una, per un totale di 12 su 13 effettivi. Queste contengono anche la lista completa degli episodi dell'intera stagione, dalla quale è possibile notare proprio l'assenza del numero nove. Trattandosi di una stagione composta da 13 episodi, è lecito supporre che il distributore statunitense, scegliendo di inserirne due a cassetta, abbia tolto quello meno significativo a livello narrativo per evitare di doverne distribuire una settima e che gli editori italiano e inglese abbiano fatto lo stesso. In Polonia, la prima stagione è stata distribuita in tre VHS da quattro episodi l'una dalla Neptune Video Center con il titolo di Zaginiony Ląd - Dolina Jurajska ("La terra perduta - La valle giurassica"). Anche in questo caso manca un episodio, probabilmente il nono. La particolarità di questa versione è che presenta il doppiaggio originale in inglese con una voce narrante in polacco.